# Negdel
Negdel (mongolisch Нэгдэл, „Union, Vereinigung“) ist die Bezeichnung für eine landwirtschaftliche Genossenschaft (Kooperative) in der Mongolischen Volksrepublik. Der volle Name ist „Khödöö aj akhuin negdel“ (mongolisch Хөдөө аж ахуйн нэгдэл = Agricultural association).

## Geschichte

### Frühe Versuche
Die ersten Versuche einer landwirtschaftlichen Kollektivierung in der Mongolischen Volksrepublik fanden 1930–1932 statt, scheiterten jedoch kläglich. Der Viehbestand der Mongolei sank um etwa ein Drittel, und die gewaltsame Art der Kollektivierung führte zu Aufständen, die nur mit sowjetischer Hilfe niedergeschlagen werden konnten.

### Einführung der Negdel
Neue Kollektivierungsversuche wurden Mitte der 1930er Jahre mit anderen Taktiken und einem anderen Namen gestartet – die Genossenschaften waren Anfang der 1930er Jahre als „Khamtral“ („Kollektiv“, „Kolchos“) genannt worden–, aber zunächst nur in sehr kleinem Maßstab: Während es 1950 landesweit 139 Negdels gab, besaßen 1949 zehn Negdels in Chöwsgöl zusammen nicht mehr als 4.700 Tiere, wobei der kleinste Negdel nur 43 besaß.

### Kollektivierung
Die Kollektivierung nahm Mitte der 1950er Jahre Fahrt auf, und bis 1960 hatten sich 99,5 % der Hirten freiwillig einem Negdel angeschlossen. Die Zahl der Negdels wurde schrittweise verringert, bis sie mit der Zeit sowohl flächenmäßig als auch bevölkerungsmäßig den Verwaltungseinheiten der Sum entsprachen.

### Auflösung
Nach dem Zerfall der Sowjetunion und der Mongolischen Revolution von 1990 wurden die Viehherden erneut privatisiert und alle Negdels aufgelöst. Die landwirtschaftlichen Unternehmen wurden in private Unternehmen umgewandelt. Der Privatisierungsprozess erfolgte in zwei Reformphasen zwischen 1991 und 1992.

## Organisation
Ein Negdel war in mehrere Brigaden organisiert, die meist nomadisch lebten. Die Mitglieder eines Negdel erhielten Lohn und hatten Anspruch auf Urlaub und Rente. Je nach geografischer Lage durften die Hirten 10–15 Tiere pro Familienmitglied halten, jedoch nicht mehr als 50–75 pro Familie.